# هاپودانداوالا
هاپودانداوالا (به لاتین: Hapudandawala) یک منطقهٔ مسکونی در سری‌لانکا است که در استان مرکزی (سری‌لانکا) واقع شده‌است.